# Kohila VK
Kohila VK är en volleybollklubb (damer) från Kohila, Estland. Klubben grundades 1999 och har blivit estländska mästare fyra gånger (2014, 2015, 2016 och 2017). och vunnit estländska cupen två gånger (2013 och 2017).